# Sachsenring (racerbana)

Bankarta.

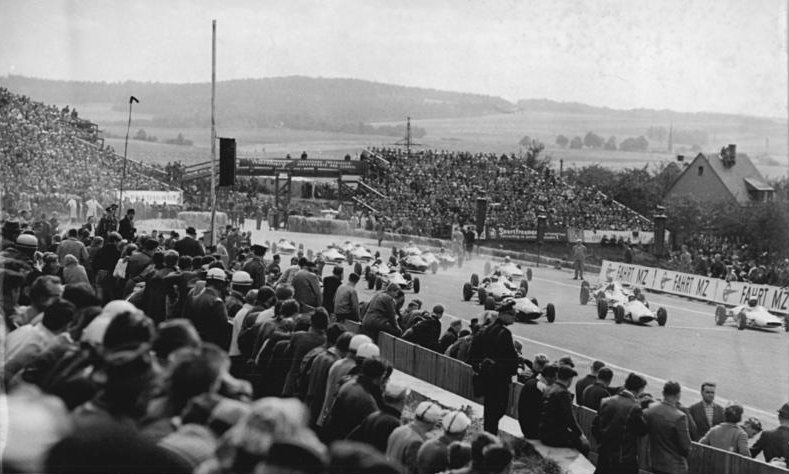
Start till en Formel Junior-tävling på Sachsenring, 1963

Sachsenring är en racerbana i Hohenstein-Ernstthal, Sachsen, Tyskland. Det första loppet på Sachsenring hölls den 26 maj 1927.

## Banbeskrivning
Sachsenring har ett relativt jobbigt, kurvigt upplägg för motorcykelförarna, som måste jobba väldigt mycket på cyklarna. Banan är mycket vänstervriden, då tio av tretton kurvor går åt det hållet. Detta medför överhettade vänstersidor på däcken, vilket kräver hårda gummiblandningar på deras vänstersidor.

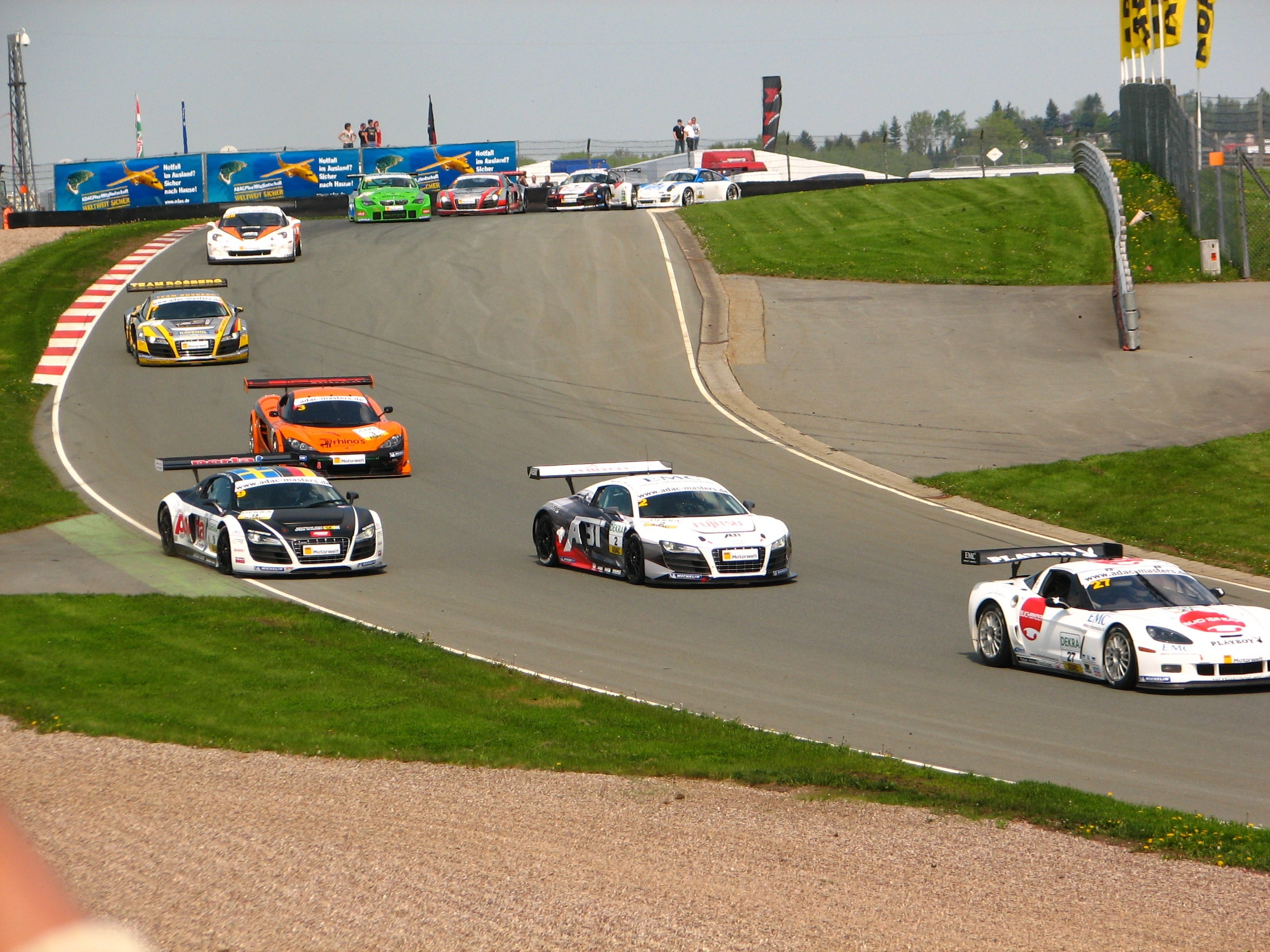
ADAC GT Masters på Sachsenring 2010.